# Евреинов, Александр Александрович
Алекса́ндр Алекса́ндрович Евреинов (24 января [5 февраля] 1843, Новгородская губерния — 27 июля [9 августа] 1905, Санкт-Петербург) — генерал-лейтенант русской императорской армии.

## Биография
Родился 24 января (5 февраля) 1843 года в семье коллежского советника Александра Григорьевича Евреинова.
С 1862 года после окончания Михайловского артиллерийского училища был произведён в подпоручики с прикомандированием к Михайловской артиллерийской академии. В 1863 году произведён в поручики и переведён в 1-ю конно-артиллерийскую бригаду в качестве субалтерн-офицера 1-й конно-артиллерийской батареи.
В 1864 году был переименован в поручики гвардии с переводом в Преображенский лейб-гвардии полк и в 1866 году назначен адъютантом батальона и членом полкового суда. В 1867 году произведён в штабс-капитаны гвардии и в 1862 году был назначен командиром роты. В 1872 году произведён в капитаны гвардии. С 1877 года после производства в полковники в качестве командира 2-го батальона был участником Русско-турецкой войны. 29 июня 1878 года «За дело против Турок под Филипполем 3, 4 и 5 января 1878» был награждён Золотым оружием «За храбрость». В 1881 году был назначен командиром 1-го батальона Его Императорского Высочества Великого князя Сергея Александровича. С 1882 по 1887 год — младший штаб-офицер и и председатель суда Преображенского лейб-гвардии полка.
С 1887 по 1893 год — командир 4-го стрелкового Императорской Фамилии лейб-гвардии батальона. В 1889 году произведён в генерал-майоры. С 1893 по 1898 год — командир Измайловского лейб-гвардии полка, одновременно являлся командиром 2-й бригады 1-й гвардейской пехотной дивизии. В 1898 году был произведён в генерал-лейтенанты с назначением командиром Гвардейской стрелковой бригады. С 1901 по 1902 год — командир 1-й гвардейской пехотной дивизии. С 1902 по 1904 год состоял в распоряжении командующего войсками Гвардии и Петербургского военного округа Великого князя Владимира Александровича. С 1904 по 1905 год — командир 18-го армейского корпуса.
Скончался 27 июля (9 августа) 1905 года от паралича сердца в Санкт-Петербурге. Похоронен на Новодевичьем кладбище (Казанская церковь).

## Награды
- Орден Святого Станислава 2-й степени (1874);
- Орден Святого Владимира 4-й степени с мечами и бантом (1878)
- Орден Святой Анны 2-й степени с мечами (1878);
- Золотое оружие «За храбрость» (ВП 29.06.1878)[3]
- Орден Святого Владимира 3-й степени (1892);
- Орден Святого Станислава 1-й степени (1895);
- Орден Святой Анны 1-й степени (1897);
- Орден Святого Владимира 2-й степени с мечами (1901)
- Высочайшее благоволение (1904)

Иностранные:
- Командорский крест ордена Филиппа Великодушного (1884)
- Орден Князя Даниила I III степени (1886)
- Орден Князя Даниила I II степени (1889)
- Большой Командорский крест Греческого ордена Спасителя (1895)
- Персидский орден Льва и Солнца I степени (1896)
- Австрийский орден Франца Иосифа I класса (1897)
- Командорский крест Французского ордена Почётного легиона (1897)
- Прусский орден Короны I класса (1898)
- Румынский офицерский крест (1899)
- Большой крест Итальянского ордена Короны (1903)[1][2]

## Семья
Жена — Лидия Леонидовна, урождённая Горяинова. Их сын — Александр Александрович Евреинов (1873—1928).